# O Páramo
O Páramo település Spanyolországban, Lugo tartományban. O Páramo Láncara, Sarria, Paradela, Portomarín, Guntín és O Corgo községekkel határos. Lakosainak száma 1296 fő (2024).

## Népesség
A település népessége az elmúlt években az alábbi módon változott:
| Lakosok száma | 1933 | 1887 | 1770 | 1686 | 1555 | 1484 | 1420 | 1366 | 1322 | 1296 |
|               | 2001 | 2004 | 2007 | 2009 | 2012 | 2014 | 2017 | 2019 | 2022 | 2024 |